# Parkhaus Hauptwache

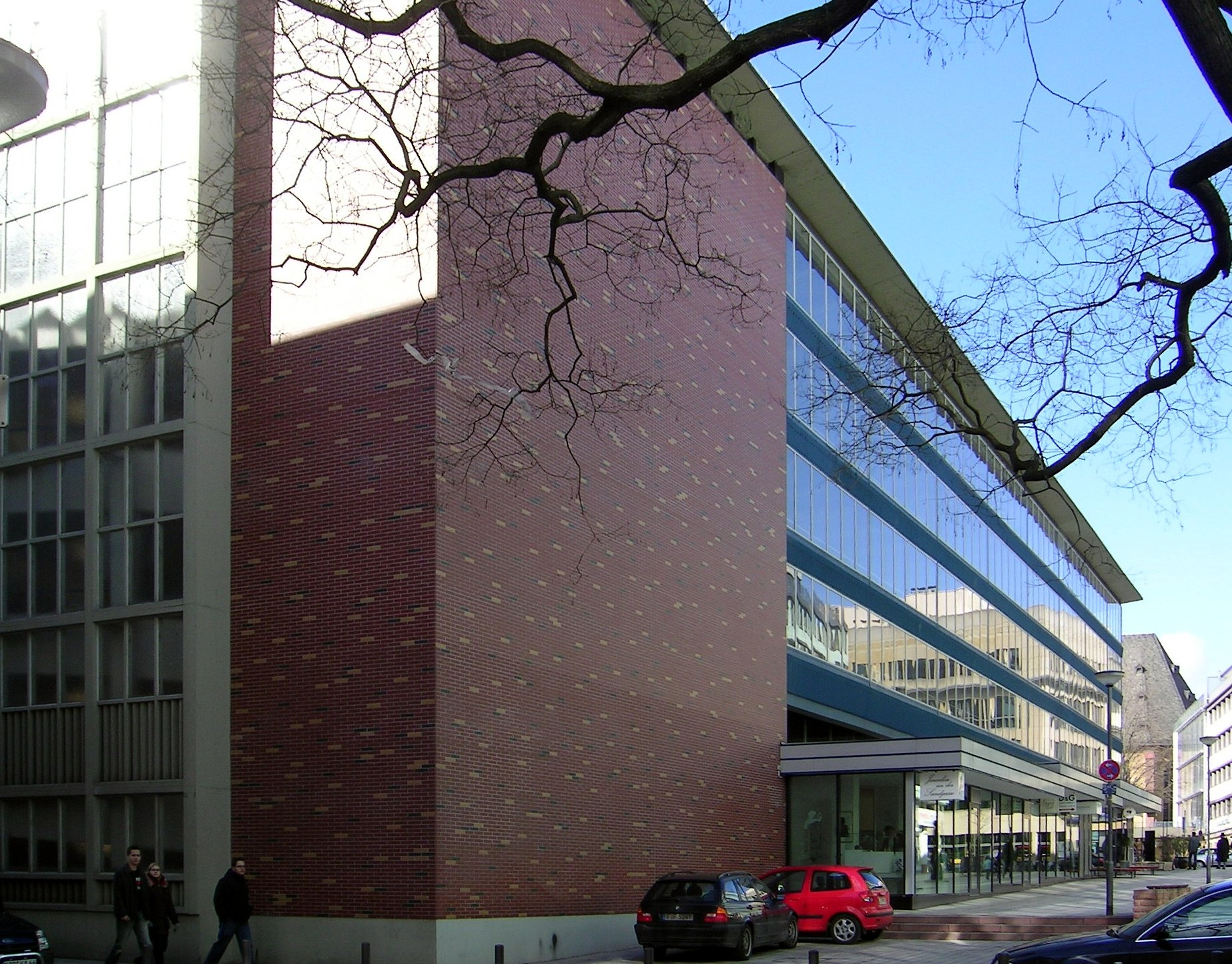
Ansicht vom Kornmarkt

Das Parkhaus Hauptwache in Frankfurt am Main ist Deutschlands ältestes öffentliches Parkhaus. Es wurde am 18. September 1956 seiner Bestimmung übergeben.

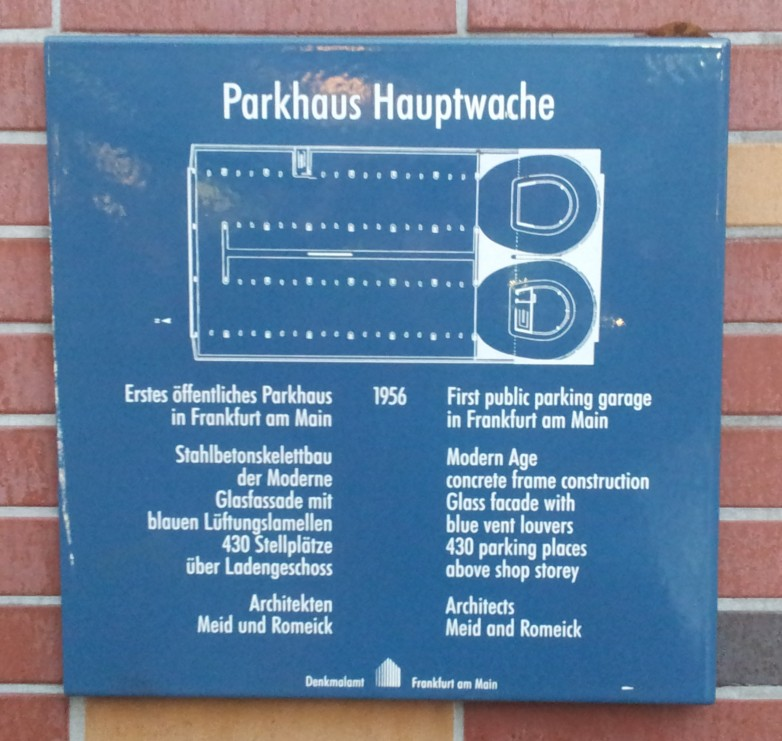
Informationstafel am Parkhaus

## Geschichte

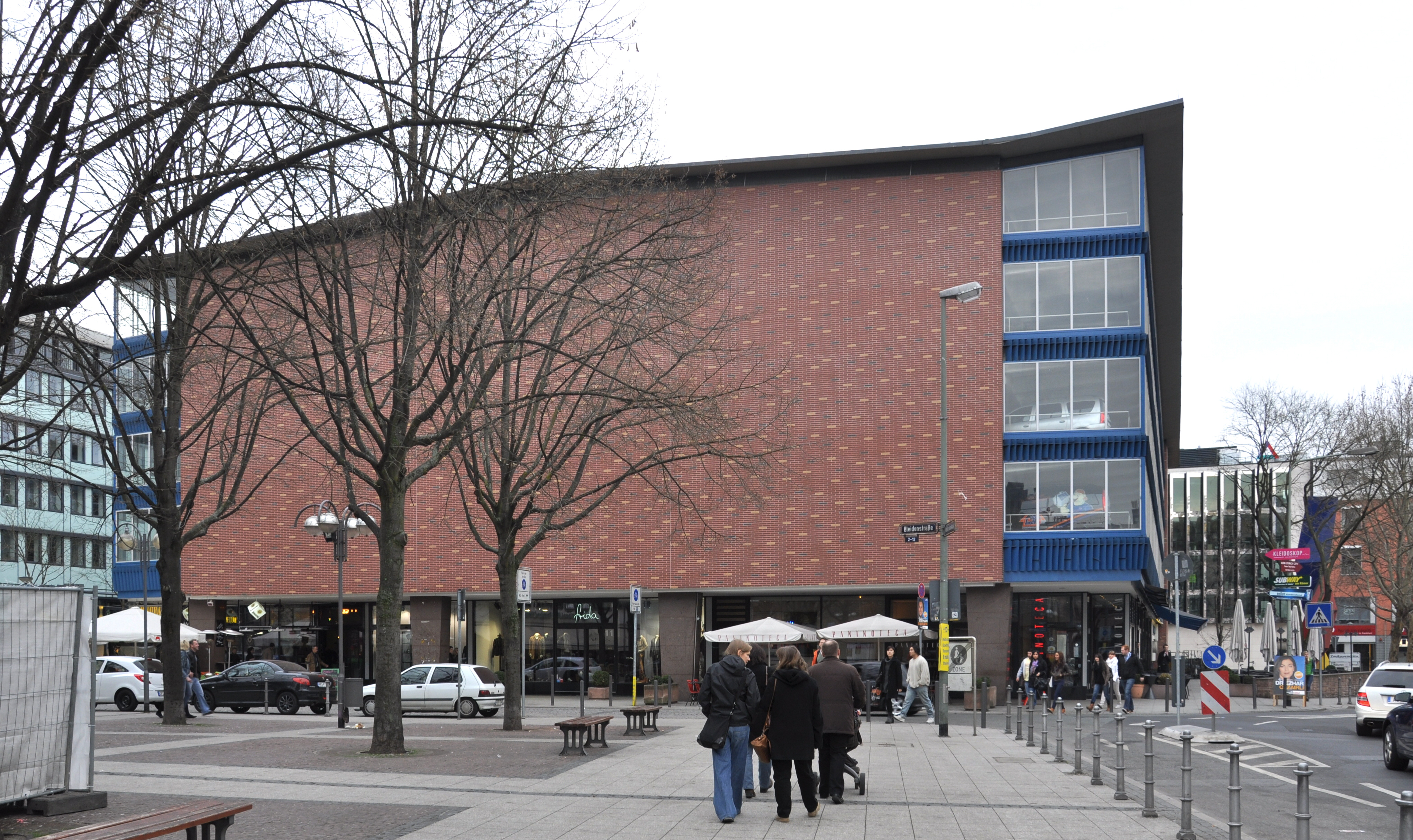
Seitenansicht (Fassade zur Bleidenstraße bzw. zum Friedrich-Stoltze-Platz)

„Glückauf dem neuen Parkhaus! Wir werden weitere Parkhäuser errichten und damit beweisen, dass wir die Zeichen der Zeit verstanden haben,“

Frankfurt am Main galt in den 1950er Jahren als verkehrsreichste Stadt Deutschlands. Mit dem wirtschaftlichen Aufschwung wurde der Platz in der Innenstadt für die immer zahlreicheren Fahrzeuge knapp, zunächst zum Parken genutzte Ruinengrundstücke wurden wieder bebaut. Entsprechend versuchten die Stadtplaner, eine autogerechte Stadt zu schaffen.
Bauherr des 3,3 Millionen DM (inflationsbereinigt heute etwa 10 Millionen Euro) teuren, vierstöckigen Gebäudes für 400 PKWs und 70 Motorräder mit seiner großen Fensterfront, mehreren Ladengeschäften im Erdgeschoss und davor einer Tankstelle war die Frankfurter Aufbau AG, die Pläne stammen von den Architekten Max Meid und Helmut Romeick.

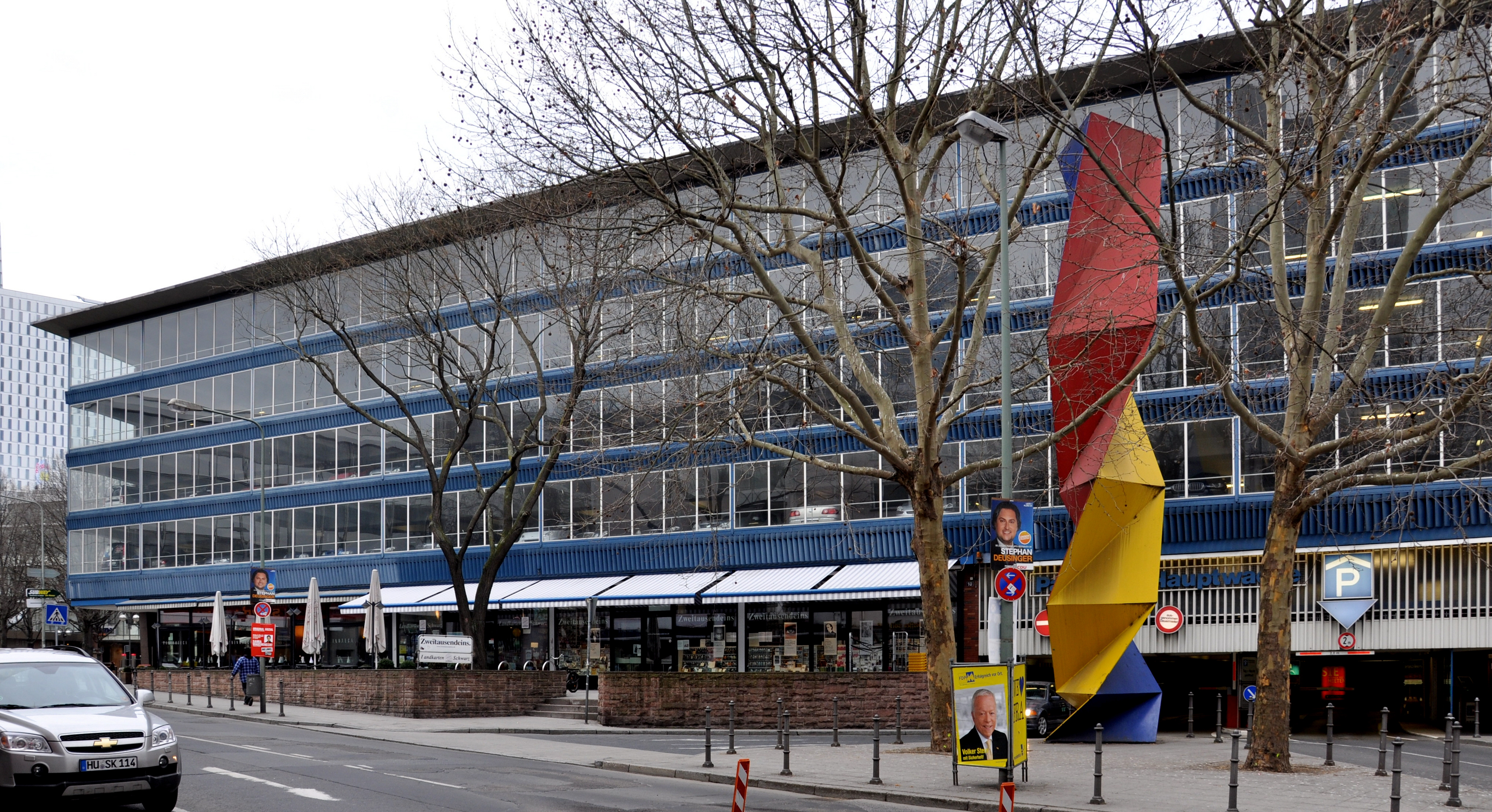
Parkhaus Hauptwache (Fassade zum Kornmarkt) und Skulptur „Modulor“

Trotz allem Optimismus wurde das Parkhaus zunächst anfangs wenig genutzt: Erst die Fahrt über die acht Prozent steile Auffahrtsspirale, dann zwischen Betonsäulen rechtwinklig einparken – dies war fahrtechnisches Neuland und schreckte in Hinsicht auf den Wert des eigenen Wagens viele ab.
Auch die Preise musste man sich leisten können: Der Stundenpreis lag bei 20 Pfennig, eine Tageskarte für 3,00 DM (zum Vergleich: der durchschnittliche Stundenlohn eines Industriearbeiters lag 1956 bei 2,17 DM) konnten sich überwiegend gutverdienende Geschäftsleute finanziell leisten. Wobei – was „Parkraum gegen Geld“ anbetraf, waren die Frankfurter Automobilisten schon Kummer gewöhnt: Die Mainmetropole hatte als erste deutsche Stadt bereits 1954 damit begonnen, in der Innenstadt 5- und 10-Pfennig-Münzen verschlingende Parkometer (Parkuhren) aufzustellen, um so dem Dauerparken Einhalt zu gebieten.
Die vor dem Parkhaus befindliche Tankstelle wurde in den 1970er Jahren abgerissen. 1986 wurde das Parkhaus Hauptwache in die Denkmaltopographie der Stadt Frankfurt am Main aufgenommen. Mitte der 1990er Jahre wurde es grundhaft saniert, denn insbesondere Betonrampen und Geschossdecken waren über die Jahre hinweg sehr stark verschlissen worden. 1993 wurde in der Nähe der Einfahrt die Metallskulptur „Modulor“ von Eberhard Fiebig aufgestellt.

## Architektur
Das sich in einer Länge von 65 Metern am Kornmarkt entlang streckende Gebäude aus Stahlbeton zeigt sich in der grazilen Eleganz der 1950er Jahre. Die Parkplätze verteilen sich auf vier Obergeschosse und ein Tiefgeschoss, das Erdgeschoss ist (außer dem Ein- und Ausfahrtsbereich) Läden und Gastronomie vorbehalten. Die vorgehängten, senkrecht geteilten Klarglasfassaden der vier Obergeschosse lassen einen großzügigen Einblick in das Innere zu, quasi eine Betrachtung der wie in einer Ausstellung aneinandergereihten Ware Auto. Die Auffahrtsspirale wird an zwei Seiten über die gesamte Höhe von gelben Klinkerwänden verdeckt. Im Kontrast zu diesem streng geradlinigen Hauptgebäude wirkte die davor befindliche kleine Tankstelle mit ihrem weitausladenden, mehrfach geschwungenen Dach geradezu zierlich-verspielt. Den Architekten Meid und Romeick war es damals noch möglich, abseits einer reinen Kosten-Nutzen-Rechnung der Funktionalität auch ästhetische Komponenten zu berücksichtigen.